# Silická planina

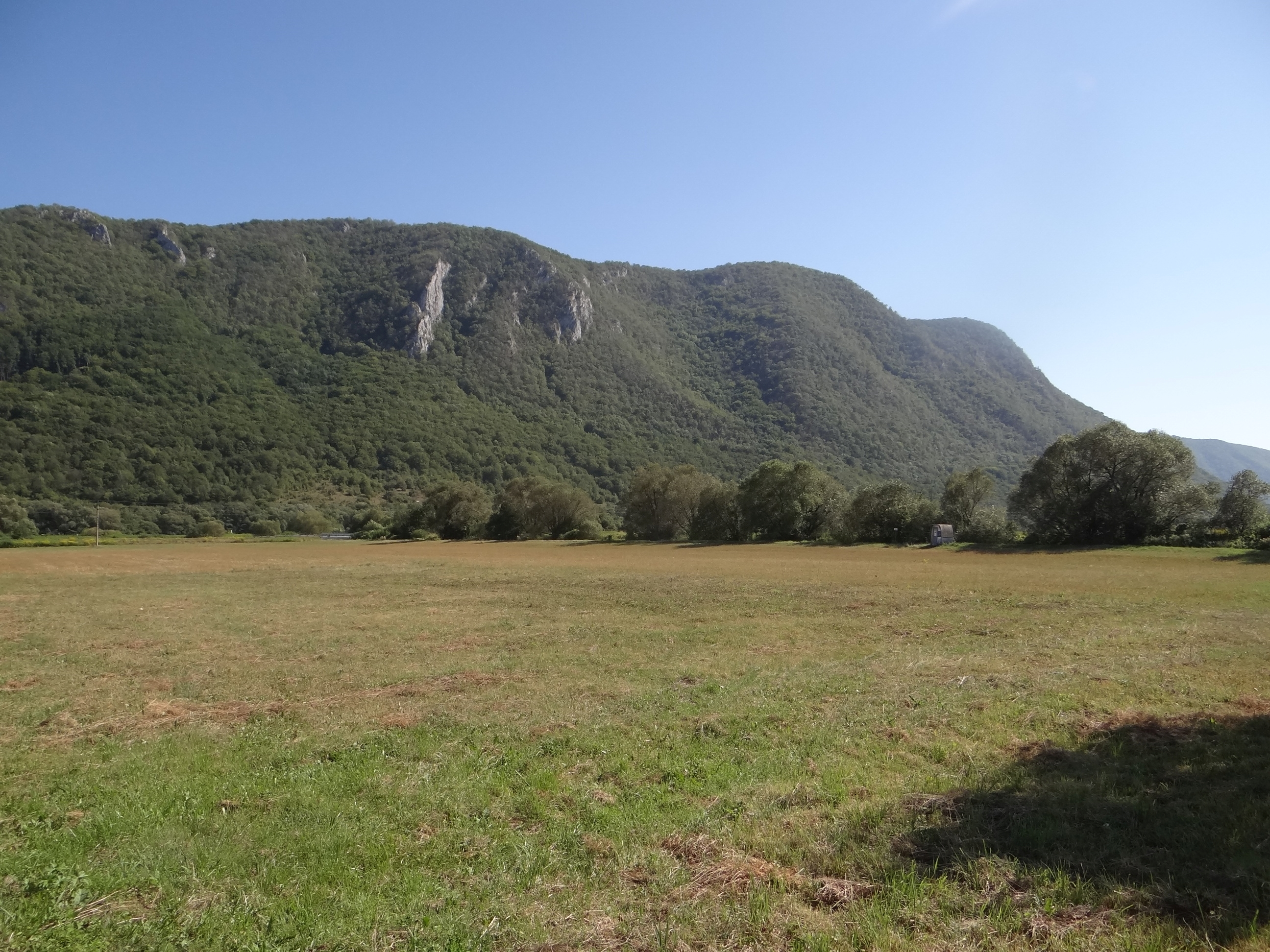
Stoki stromo opadające do doliny rzeki Slana

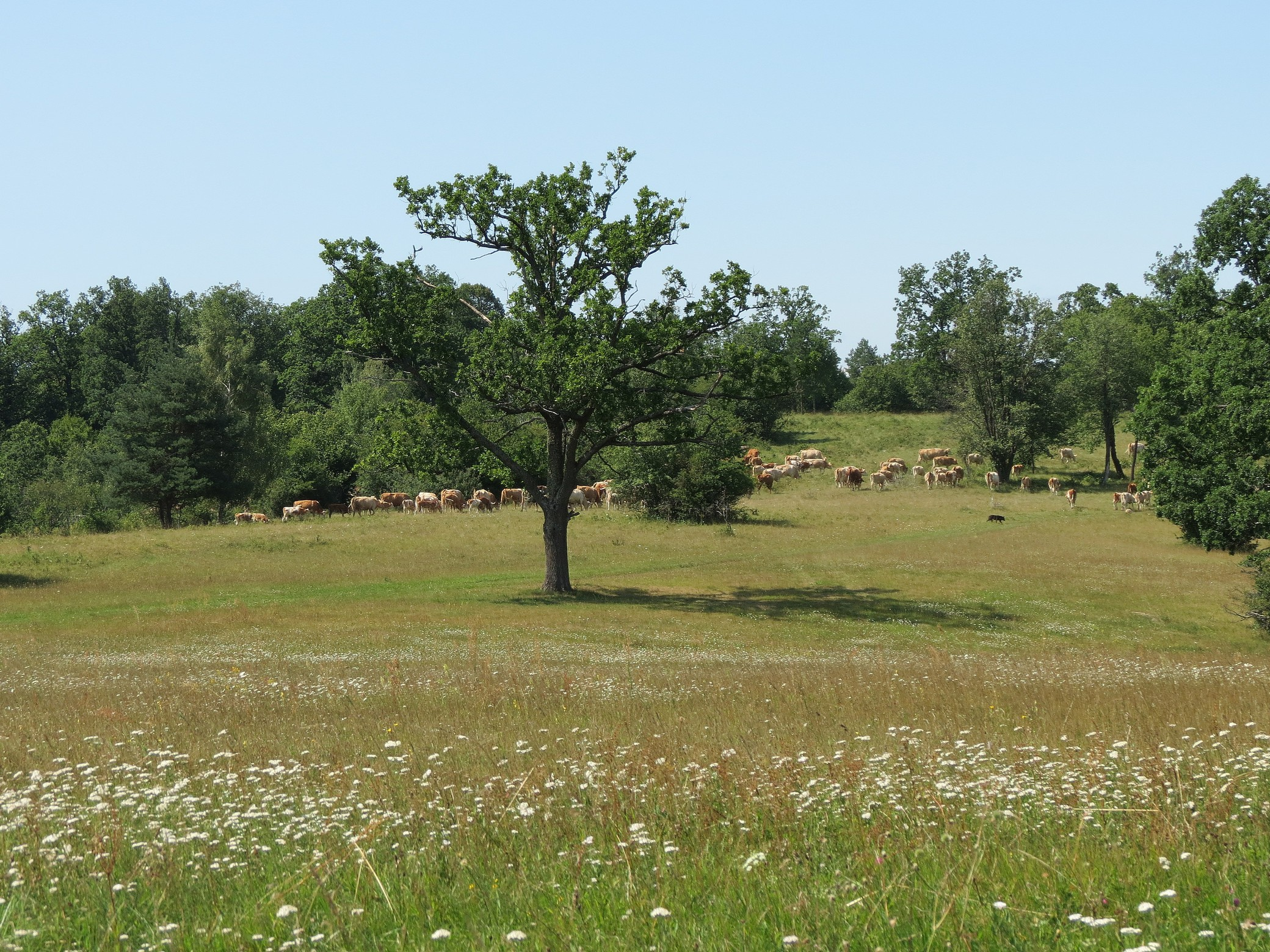
Krajobraz płaskowyżu

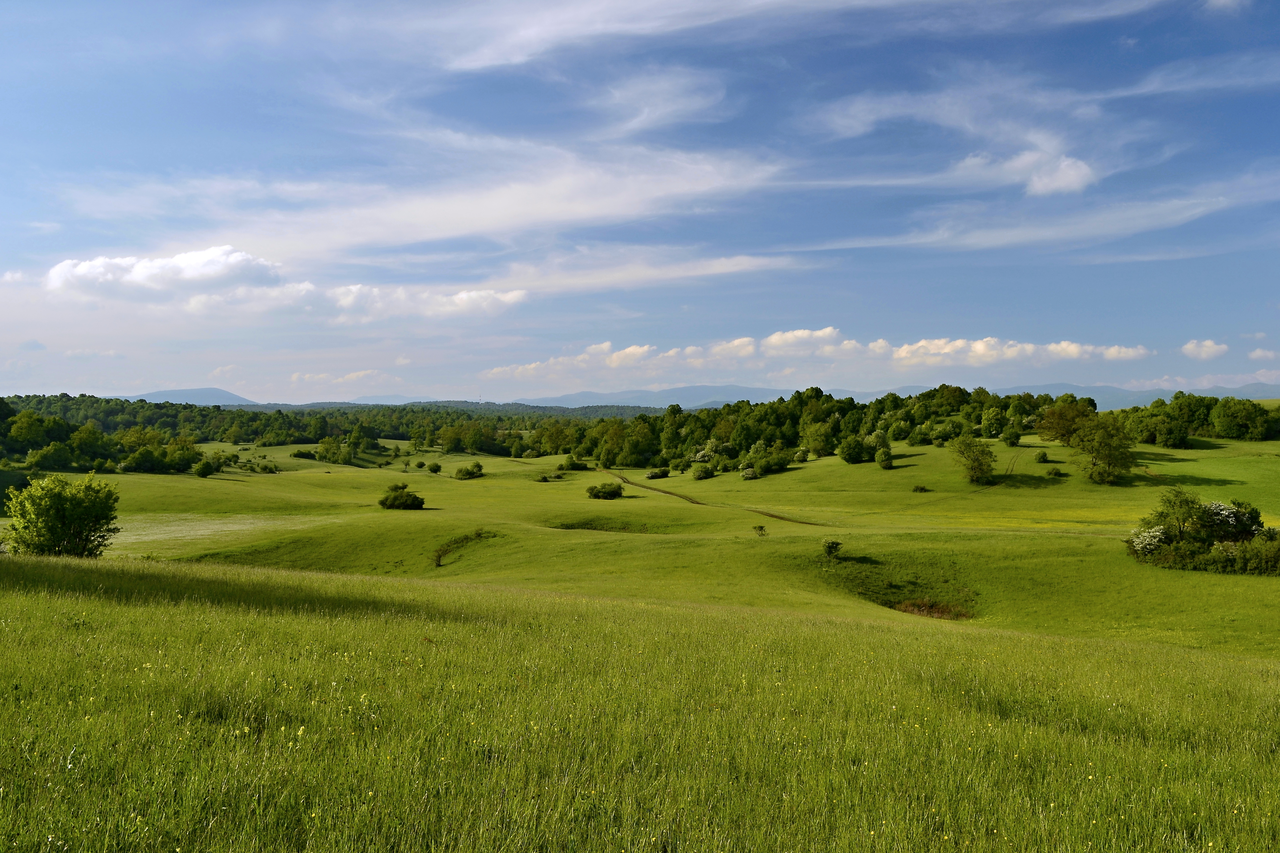
Krajobraz płaskowyżu z widocznymi lejami krasowymi

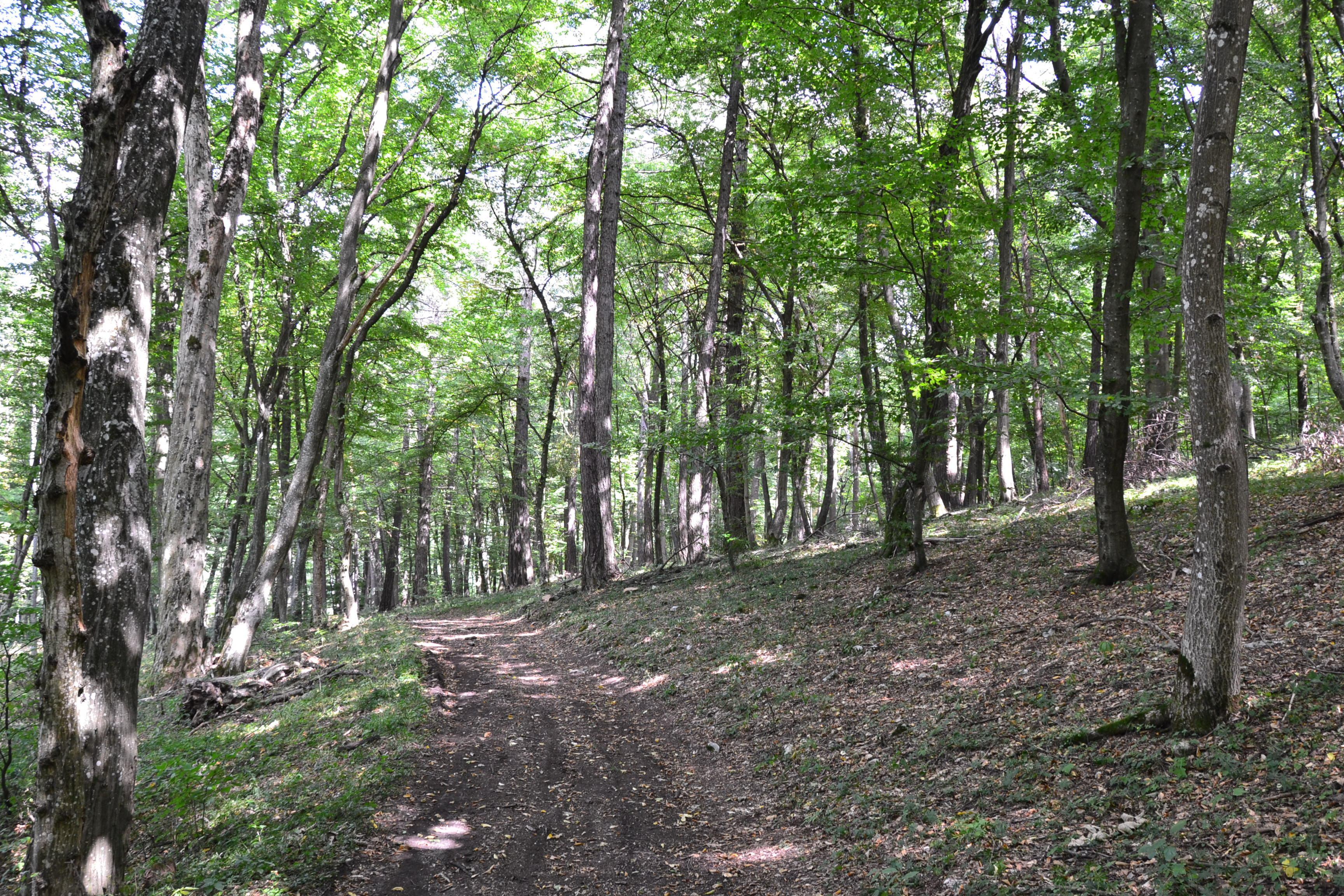
Północną część płaskowyżu w dużej części pokrywają lasy

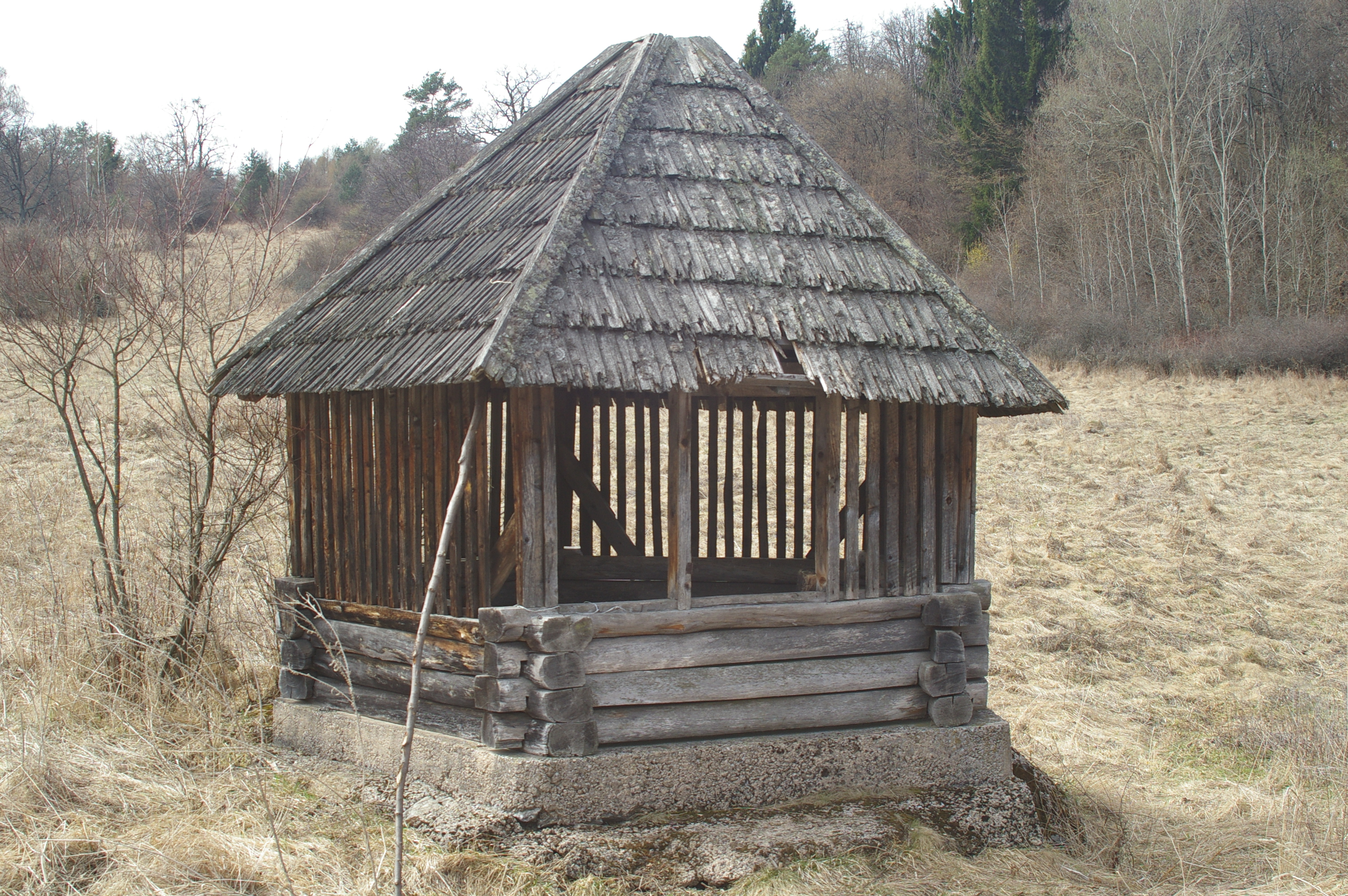
Stara studnia

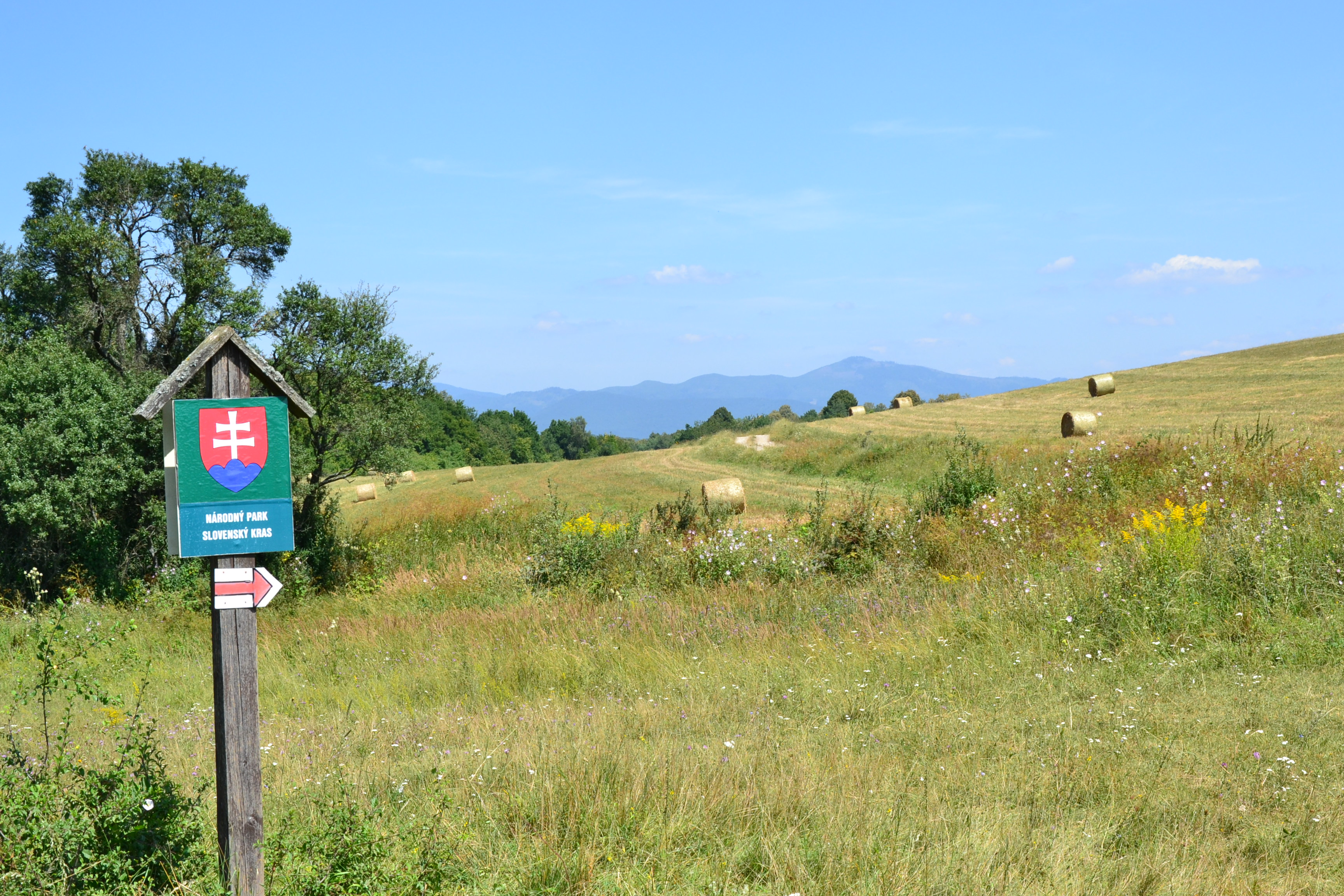
Przeważającą część płaskowyżu obejmuje Park Narodowy Kras Słowacki

Silická planina – jeden z płaskowyżów wchodzących w skład Krasu Słowacko-Węgierskiego. Jest  najrozleglejszym z nich – zajmuje ok. 150 km², i prawie w całości leży  w granicach Słowacji.

## Położenie
Płaskowyż Silicki leży w centralnej części Krasu. Na północy jego stoki opadają stromo ku  Kotlinie Rożniawskiej, której skrajem płynie potok Čremošná.
Od Płaskowyżu Pleszywskiego oddziela go na zachodzie głęboka dolina Slanej, zaś na pd.-zach. przechodzi w pasmo wzgórz (słow. Gemerská pahorkatina), wypełniających tu skraj Kotliny Rimawskiej. Od Płaskowyżu Górnego Wierchu na wsch. oddziela go przełęcz Jablonovské sedlo (535 m n.p.m.), a od Płaskowyżu Dolnego Wierchu na pd. dolina rzeczki Turňa. Na pd.-wsch. przechodzi w leżący w granicach Węgier Kras Aggtelecki.

## Geologia i morfologia
Cały Płaskowyż Silicki tworzy dość zwarta, słabo rozczłonkowana płyta, zbudowana z triasowych wapieni i dolomitów. Powierzchnia tej płyty jest stosunkowo wyrównana, a morfologiczne obniżenie na linii Gombasek – Silica – źródliska Turni dzieli ją na dwie części, stanowiące odrębne systemy hydrologiczne. Urozmaicenie rzeźby tej powierzchni zawdzięcza głównie wymienionym niżej zjawiskom krasowym.
Najwyższym punktem płaskowyżu jest szczyt Malý vrch (679 m n.p.m.), położony w jego północno-zachodniej części. Inne najwyższe punkty płaskowyżu również leżą wzdłuż jego zach. i pn. krawędzi (Vysoké bralo, 672 m n.p.m.; Drieňovec, 676 m n.p.m.; Dievčenská skala, 660 m n.p.m.). Stąd powierzchnia płaskowyżu systematycznie obniża się ku południowi, osiągając wysokość ok. 450 m n.p.m. w rejonie jaskini Domica. Zbocza opadające ku Kotlinie Rożniawskiej i dolinie Slanej są wysokie na 300–420 m i bardzo strome, zwykle poprzetykane skalnymi ścianami i turniami. Liczne, niewysokie wzniesienia powodują, że względna różnica wysokości na wierzchowinie wynosi od 70 do około 100 m. Cieków powierzchniowych praktycznie brak. Na powierzchni płaskowyżu znajdują się jedynie trzy słowackie miejscowości: Silica, Silická Brezová i Kečovo.

## Zjawiska krasowe
Płaskowyż Silicki charakteryzuje się ogromnym bogactwem zarówno powierzchniowych, jak i podziemnych zjawisk krasowych. Do tych pierwszych należą m.in. zróżnicowane formy lapiazu (głównie w pd. części płaskowyżu, w rejonie Domicy i Kečova), leje krasowe, uwały, ponory, wywierzyska (w większości na obrzeżach płaskowyżu). Do tych drugich – jaskinie, studnie krasowe i podziemne cieki wodne. Silická planina ma największe zagęszczenie zjawisk krasowych spośród wszystkich płaskowyżów Krasu Słowacko-Węgierskiego. Ilość lejów krasowych, które osiągają tu średnice od 50 do 500 m oraz głębokości do ok. 40 m, sięga do 35–50 na jeden km² (średnio 35 na jeden km²). Znajduje się tu ok. 20 większych jaskiń oraz 14 dużych przepaści i studni jaskiniowych (ogółem 288 zewidencjonowanych jaskiń). Wśród nich znajdują się znane, udostępnione turystycznie jaskinie Domica, Gombasecka, Krasnogórska czy Silická ľadnica, a także szereg innych, niedostępnych dla turystów, dużych jaskiń, jak Ardovská jaskyňa, Majkova jaskyňa, Milada, Jaskyňa na Kečovských lúkach i in. Spośród jaskiń o rozwinięciu pionowym godne wspomnienia są przepaść Brázda (-179 m), Malá Železná priepasť (-142 m), Velká Buková (-141 m), Ponorová priepasť (-135 m) czy Bezodná ľadnica (-68 m). Do wyjątkowych zjawisk należy zaliczyć jaskinie „lodowe” o utrzymującej się przez cały rok pokrywie lodowej, jak wspomniana wyżej Silická ľadnica. Interesujące jest tzw. Jezioro Jaszczurcze (słow. Jašteričie jazero) – okresowe jeziorko krasowe u podnóży wzgórza Fabiánka, niedaleko Silicy – kiedyś największy tego typu zbiornik wodny na Słowacji, obecnie w fazie zaniku.

## Roślinność
Pierwotnie wierzchowinę płaskowyżu porastały liściaste lasy o urozmaiconym składzie gatunkowym. W części południowej i środkowej przeważały ciepłolubne dąbrowy z dębem omszonym i dębem bezszypułkowym. W miejscach nieco wilgotniejszych występowały lasy grabowe. W północnej części płaskowyżu, z reguły na największych wysokościach n.p.m., występowały rozległe płaty buczyn z bukiem zwyczajnym, o skrajnie ubogim podszycie. Z czasem znaczna część tych kompleksów leśnych została wycięta na potrzeby pasterstwa i rolnictwa lub zastąpiona dębowo-grabowymi odnowieniami. Na stromych, skalistych stokach płaskowyżu, zwłaszcza północnych i zachodnich, oraz na stożkach piargowych i rumowiskach u ich stóp, znajdują się do dziś dobrze wykształcone różne fazy rozwojowe lasów rumowisowych, w których dominuje jawor, a towarzyszą mu wiąz górski, jesion wyniosły i buk. Interesująca jest flora głębokich lejów krasowych, o wyraźnie chłodniejszym i wilgotniejszym mikroklimacie. Rośnie w nich głównie osika, często w towarzystwie leszczyny. Obecnie wiele nieużytkowanych pastwisk i łąk znów zaczyna zarastać lasem lub krzaczastymi zaroślami.

## Ochrona przyrody
Prawie cały teren Płaskowyżu Silickiego (z wyjątkiem enklaw obejmujących wsie Silica i Silická Brezová) od 2002 r. leży w granicach Parku Narodowego Kras Słowacki i Parku Narodowego Krasu Węgierskiego. Tym niemniej wymienione wsie, jak również leżące na obrzeżach parku wsie Kečovo, Lipovník, Silická Jablonica i Hrušov obejmuje pasmo ochronne parku słowackiego. Najcenniejsze fragmenty Silickiej planiny poddane są dodatkowo ochronie rezerwatowej lub chronione jako pomniki przyrody (słow. Prírodná pamiatka).

## Turystyka
Wnętrze Płaskowyżu Silickiego pokrywa stosunkowo rzadka sieć znakowanych pieszych szlaków turystycznych. Główny z nich, znakowany  czerwono, biegnie przez całą długość płaskowyżu, z południowego zachodu na północny wschód (z Domicy po Jablonovské sedlo). Prawie wszystkie z nich są również dostępne dla turystów rowerowych.
Największą ilość zwiedzających w rejonie Płaskowyżu Silickiego przyciągają znane jaskinie Domica i Gombasecka. Dostępna do zwiedzania w małych grupach jest też Jaskinia Krasnogórska z najwyższym stalagmitem spośród jaskiń umiarkowanej strefy klimatycznej. Wszystkie one leżą na obrzeżu płaskowyżu. Często odwiedzana jest również wspomniana wyżej Silická ľadnica, dostępna łatwym i krótkim szlakiem turystycznym znakowanym żółto  z parkingu przy szosie do Silicy.